# Латвійська блакитна порода
Латвійська блакитна порода (латис. Latvijas zilā); також відома як синя корова (латис. zilā govs) або морська корова ((латис. jūras govs)) — різновид породи корів. Порода називається синьою через забарвлення шкури. Перші згадки зареєстровані в 1900 роках в Російській імперії. У корів світло-блакитної породи хороша життєздатність у несприятливих умовах. Сині корови розводяться в Прибалтиці і в деяких регіонах Росії. Євросоюз виділяє субсидії на розведення цієї рідкісної породи.

## Легенда
Стародавній лівський переказ свідчить, що богиня моря ночами виганяла на берег біля мису Колки своє стадо синіх корів попастись під місяцем і одного разу, як раз в той час, коли морські дівчата вели пастися синіх морських корів, до моря вийшла одна старенька. Якось одна з корів відбилася від стада і затрималася на березі. Рибалки забрали її в господарство і вона стала родоначальницею земного роду.

## Символ
Синя корова (латис. Zilā govs) — один з офіційних символів Латвії.